# Macro-lingua
In linguistica, una macro-lingua o macrolingua (dall'inglese macrolanguage) è una categoria introdotta dalle norme internazionali ISO 639. In generale, designa una lingua suddivisa in varianti apparentate e non necessariamente comprensibili tra di loro ma che, per certe ragioni di ordine etnico, culturale, politico e/o religioso, sono considerate come dialetti di una sola e unica lingua.
A volte, il termine macro-lingua è impiegato in un contesto di diglossia: quando coesistono diverse varietà derivate da una lingua più antica o "classica", ed in cui questa lingua è usata per facilitare la comunicazione tra locutori di diverse varianti.
Le macro-lingue includono per esempio l'arabo, il cinese, il quechua, il nahuatl e il sardo. Le macro-lingue sono repertoriate e catalogate dall'organizzazione SIL International. Il concetto di macro-lingua può essere comparato con quello sociolinguistico di Dachsprache.

## Lista delle macro-lingue
| ISO 639-1 | ISO 639-2 | ISO 639-3 | Numero di lingue individuali | Nome della macro-lingua |
| --------- | --------- | --------- | ---------------------------- | ----------------------- |
| ak        | aka       | aka       | 2                            | Lingua akan             |
| ar        | ara       | ara       | 30                           | Lingua araba            |
| ay        | aym       | aym       | 2                            | Lingua aymara           |
| az        | aze       | aze       | 2                            | Lingua azera            |
| (-)       | bal       | bal       | 3                            | Lingua beluci           |
| (-)       | bik       | bik       | 5                            | Lingue bicolane         |
| (-)       | bua       | bua       | 3                            | Lingua buriata          |
| (-)       | chm       | chm       | 2                            | Lingua mari (Russia)    |
| cr        | cre       | cre       | 6                            | Lingua cree             |
| (-)       | del       | del       | 2                            | Lingua delaware         |
| (-)       | den       | den       | 2                            | Lingua degli schiavi    |
| (-)       | din       | din       | 5                            | Lingue dinka-nuer       |
| (-)       | doi       | doi       | 2                            | Lingua dogri (macro)    |
| et        | est       | est       | 2                            | Lingua estone           |
| fa        | fas/per   | fas       | 2                            | Lingua persiana         |
| ff        | ful       | ful       | 9                            | Lingua fula             |
| (-)       | gba       | gba       | 5                            | Lingua gbaya            |
| (-)       | gon       | gon       | 2                            | Lingua gondi            |
| (-)       | grb       | grb       | 5                            | Lingua grebo            |
| gn        | grn       | grn       | 5                            | Lingua guaraní          |
| (-)       | hai       | hai       | 2                            | Lingua haida            |
| sh        | (-)       | hbs       | 3                            | Lingua serbo-croata     |
| (-)       | hmn       | hmn       | 21                           | Lingua hmong            |
| iu        | iku       | iku       | 2                            | Lingua inuktitut        |
| ik        | ipk       | ipk       | 2                            | Lingua inupiaq          |
| (-)       | jrb       | jrb       | 5                            | Lingue giudeo-arabe     |
| kr        | kau       | kau       | 3                            | Lingua kanuri           |
| (-)       | kok       | kok       | 2                            | Lingua konkani          |
| kv        | kom       | kom       | 2                            | Lingua komi             |
| kg        | kon       | kon       | 3                            | Lingua kongo            |
| (-)       | kpe       | kpe       | 2                            | Lingua kpelle           |
| ku        | kur       | kur       | 3                            | Lingua curda            |
| (-)       | lah       | lah       | 8                            | Lingua lahnda           |
| (-)       | man       | man       | 7                            | Lingua mandingo         |
| mg        | mlg       | mlg       | 10                           | Lingua malgascia        |
| mn        | mon       | mon       | 2                            | Lingua mongola          |
| ms        | msa/may   | msa       | 13                           | Lingua malese           |
| (-)       | mwr       | mwr       | 6                            | Lingua marwari          |
| no        | nor       | nor       | 2                            | Lingua norvegese        |
| oj        | oji       | oji       | 7                            | Lingua ojibwa           |
| om        | orm       | orm       | 4                            | Lingua oromo            |
| ps        | pus       | pus       | 3                            | Lingua pachtou          |
| qu        | que       | que       | 44                           | quechua                 |
| (-)       | raj       | raj       | 6                            | Lingua rajasthani       |
| (-)       | rom       | rom       | 7                            | Lingua romaní           |
| sq        | sqi/alb   | sqi       | 4                            | Lingua albanese         |
| sc        | srd       | srd       | 4                            | Lingua sarda            |
| sw        | swa       | swa       | 2                            | Lingua swahili          |
| (-)       | syr       | syr       | 2                            | Lingua siriaca          |
| (-)       | tmh       | tmh       | 4                            | Lingua tuareg           |
| uz        | uzb       | uzb       | 2                            | Lingua uzbeka           |
| yi        | yid       | yid       | 2                            | Lingua yiddish          |
| (-)       | zap       | zap       | 58                           | Lingua zapoteca         |
| za        | zha       | zha       | 2                            | Lingua zhuang           |
| zh        | zho/chi   | zho       | 13                           | Lingua cinese           |